# Alga-Fulbé
Pour les articles homonymes, voir Alga.
Alga-Fulbé est une localité du département du Bourzanga, dans la province de Bam, dans le Centre-Nord, au Burkina Faso. 

## Population
Lors du recensement de 2006, on y a dénombré 261 habitants. Comme son nom l'indique, ce sont des Peuls.